# Gestão da cadeia de suprimentos
Gestão da cadeia de suprimentos de negócios (em inglês) Supply chain management (SCM) é o gerenciamento de uma rede interligada de negócios envolvidos na provisão final de pacotes produto e serviço requeridos por clientes finais (Harland, 1996). A gestão da cadeia de suprimentos abrange todo o movimento e armazenamento de matéria prima, trabalho em processo de inventário, e produtos acabados do ponto de origem até o ponto de consumo (cadeia de suprimentos).
Supply chain management (SCM) é a ferramenta usada a tecnologia possibilita gerencia cadeia de suprimentos eficácia e eficiência. Sendo nos tempos modernos exigências do cliente, que influencia diretamente na concorrência entre empresas.   
O Conselho de Profissionais da Gestão da Cadeia de Suprimentos (do inglês, Council of Supply Chain Management Professional - CSCMP) define, em seu glossário, a Gestão da Cadeia de Suprimentos como “o planejamento e a gestão de todas as atividades associadas à logística interna e interorganizacional, bem como a coordenação e colaboração entre todos os parceiros da cadeia, sejam eles fornecedores, prestadores de serviço ou consumidores”.
Outra definição é fornecido pelo Dicionário da Sociedade Americana de Controle de Inventário e Produção (em inglês, “American Production And Inventory Control Society” - APICS) quando define SCM como "design, planejamento, execução, controle, e monitoramento das atividades da cadeia de suprimentos com o objetivo de criar valor líquido, construção de uma infra-estrutura competitiva, alavancagem logística mundial, sincronizar a oferta e a procura e avaliação do desempenho global."

## Importância da Gestão da Cadeia de Suprimentos
O ambiente de negócios se coloca como parte de um sistema dinâmico e complexo, de forma que nunca foi e nunca será um ambiente estático (Matias, 2008).  destas.
Ainda segundo Matias (2008) o cenário econômico atual apresenta-se como um ambiente competitivo, derivado de um ambiente de negócios dinâmico e instável baseado em: mercados globais, fronteiras muito tênues, demandas variável e restrita, custos financeiros e materiais altos, previsões pouco confiáveis, ciclo de vida de produtos mais curtos, inovações tecnológicas constantes, incertezas econômic as, dentre outras variáveis. O mesmo autor afirma ainda que a capacidade das empresas de se adaptarem e de se manterem em equilíbrio com o macroambiente no qual estão inseridas, se apresenta como vantagem competitiva perante as concorrentes, e é forma das mesmas se perpetuarem.
Dessa forma, Kurien e Quershi (2011) colocam a construção, e gestão, da cadeia de suprimentos como passo indispensável para se obter vantagem competitiva na velocidade exigida pela economia atual.
Para Christopher (2005), a vantagem competitiva também é encontrada na capacidade de uma organização diferenciar-se de seus concorrentes aos olhos do cliente (vantagem em valor) e/ou na capacidade de operar a baixo custo e, portanto, com lucro maior (vantagem em produtividade).
De fato, as vantagens competitivas podem ser obtidas através da adoção de diferentes estratégias, principalmente no que diz respeito a aumento da produtividade nos processos internos da empresa, prática que vem evoluindo bastante desde a introdução e práticas de controle de qualidade (Ver também: Kaizen; Seis Sigma; Gestão pela Qualidade Total).
E é justamente por esse motivo que a Gestão da Cadeia de Suprimentos (Supply Chain Management – SCC) se constitui em uma estratégia ímpar e singular para obtenção de vantagem competitiva, pois, além de campo de estudo relativamente recente (primeiras pesquisas iniciadas no final da década de 50 com Forrester e seu estudo sobre o efeito chicote ao longo de toda a cadeia de abastecimento como reflexo das variações nas vendas para o comprador), também abrange ganhos a todas as empresas envolvidas em uma cadeia de suprimentos, se constituindo, portanto, não somente em esforço e ganhos unilaterais, mas sim em esforço e ganhos mútuos.
De forma a se adaptar e obter vantagem competitiva no campo da Gestão da Cadeia de Suprimentos, nos últimos anos, algumas organizações estão repensando suas fronteiras, mudando suas competências e/ou modificando a forma de relacionamento com seus fornecedores e distribuidores, alterando assim, a arquitetura de muitas cadeias de suprimento e dando a essa evolução características e conotações de uma verdadeira revolução (SAMPAIO; SERIO, 2001).
Muitas pesquisas que tratam do assunto "o que fazer, o que comprar", ou decisões de comprar ou fazer (em inglês, make or buy) como as de Hamel e Prahalad (1990, 1994), Quinn e Hilmer (1994, 1999) e Venkatesan (1992), entre outras, concentram-se em avaliar as vantagens e desvantagens do processo de terceirização (ou integração vertical da cadeia de suprimentos) para organizações específicas. São modelos que orientam as empresas a selecionar e desenvolver internamente somente as competências de maior valor agregado para os clientes, conhecidas como competências centrais (em inglês, core business) almejando, assim, conquistar uma vantagem competitiva sustentável. No entanto, as constantes transformações impostas pelo modelo de desenvolvimento atual, exigem que as empresas avaliem outros fatores, além da centralidade das competências, em suas decisões estratégicas de comprar ou fazer.

### Decisões de comprar ou fazer
As estratégias envolvidas na decisão de comprar versus fazer estão cada vez mais sendo estudadas e abordadas .  Isso porque as organizações encontram-se num momento em que não conseguem mais se diferenciar tanto da concorrência,  em questões de produtos ou posicionamentos, e estão focando cada vez mais em estratégias focadas na área de Supply Chain. Sendo que , publicações  como Harvard Business Review, e Sloan Management Review já apresentam uma quantia significante de artigos e trabalhos abordando o assunto.
A análise econômica (Gutwald 1995), na qual analisa-se custos para estabelecer e gerenciar as atividades internamente versus  custos de terceirizar as mesmas atividades , é a metodologia mais antiga e a mais utilizada. Entretanto , atualmente observamos que apenas essa análise não é suficiente para a tomada de decisão , e ela encontra-se ultrapassada.
Temos por exemplo , para complementar a análise econômica, a Teoria do Custo de Transação (Coase, 1937) ,aperfeiçoada e complementada por Williamson (1991),  que leva em consideração outros fatores. Este custo de transação estuda a relação entre os fornecedores e seus clientes e como estes se resguardam nas transações comerciais dos riscos que enfrentam.  Alguns dos elementos avaliados para calcular os custos são: busca de informação sobre os fornecedores, elaboração de contratos, comissões , serviços entregues , entre outros.  E além disso, são influenciados por pelo menos quatro aspectos : número de potenciais fornecedores, especificidade de ativos do cliente,  incerteza envolvida e freqüência envolvida.
Outros autores , no entanto  propuseram diferentes modelos, baseados nos princípios da estratégia indo além da análise de custos. Porter (1985) , por exemplo, dava enfoque a escolha de posicionamentos estratégicos que visavam  obter vantagem competitiva sustentável.  Por outro lado os autores Hamel e Prahalad defendiam que a vantagem competitiva depende diretamente de capacidades profundamente enraizadas por trás dos produtos de uma empresa  (Mintzberg,Ahlstrand e Lampel, 2000, p. 163).  Neste posicionamento, focam-se os investimentos e esforços da corporação em competências essenciais.  Essas competências da empresa podem ser centrais ou não centrais.  Para os autores, necessita-se que a organização possua três características para que suas competências sejam consideradas centrais: valor para o cliente, diferenciação sobre a concorrência e extendabilidade . Quinn e Hilmer (1994)  também sugerem formas mais detalhadas de identificar as competências centrais de uma empresa. São sete pontos que devem ser analisados:
1-focalizar conhecimentos e habilidades, não produtos ou funções
2-desenvolver competências de longo prazo
3-limitar o número de competências
4-escolher as melhores fontes
5-dominar a área de conhecimento
6-focalizar as necessidades do cliente
7- alinhar os sistemas organizacionais
Charles H. Fine , outro autor sobre o assunto,após uma década de estudos  escreveu o livro Clockspeed: Winning Industry Control in the Age of Temporary Advantage ( Clockspeed: Ganhando o Controle da Indústria na Era da Vantagem Temporária em tradução livre), no qual trata o conceito de velocidade evolutiva, para melhor entendimento da funcionalidade da cadeia de suprimentos e sua dinâmica. A partir disso, ele apresenta  sua teoria do modelo Hélice Dupla,sendo este um ciclo duplo infinito que explica  as mudanças nas cadeias de suprimentos. . Esse modelo se constitui num movimento cíclico entre setores integrados verticalmente, compostos de empresas gigantescas, e setores desintegrados horizontalmente, constituídos de uma multidão de inovadores, cada um buscando um nicho próprio no amplo espaço resultante da prévia extinção dos gigantes (Fine, 1998).

## Gestão Logística da Produção
A logística de produção (tradução de production logistics) de uma indústria, também de fábricas, também conhecida como PPCP (Planejamento, Programação e Controle da Produção) (Severo, 2006, p. 97), é um segmento da indústria automatizada, que trata da gestão e controle de mão-de-obra, material e informação no processo produtivo (FlexLink, 2008).
Devido à grande complexidade que as grandes plataformas industriais apresentam, dada à enorme quantidade de materiais, operários e máquinas, a gestão destes recursos é feita majoritariamente por computador. São estes processos logísticos contínuos de controlo da produção e também das encomendas, que se dá o nome de logística de produção.
«Uma logística de produção eficiente resulta em tempo e dinheiro ganho na produção» (Allen, 2001, p. 215).
Esta área é, assim, essencial para o sucesso de empresas na economia de mercado global, que hoje existe, uma vez que se preocupa com o aperfeiçoamento de tarefas fabris, quer pela adicção de processos mais eficazes, quer pela eliminação de outros desnecessários.
Logística de manufatura é uma tradução alternativa de production logistics utilizada no Brasil.

## Programas de mestrado em Logística e Supply Chain
No Ranking Eduniversal de 2013/2014 dos melhores mestrados em Supply Chain e Logística, as seguintes universidades atingiram os melhores níveis (dentre programas de mestrado em Logística e Supply Chain em todo o mundo): Erasmus Universiteit Rotterdam, Vienna University of Economics and Business, KEDGE Business School, Universidade de Purdue e Copenhagen Business School.
Logística da Produção é também uma disciplina ministrada na Escola Politécnica da USP.